# Bühl BE
| BE ist das Kürzel für den Kanton Bern in der Schweiz. Es wird verwendet, um Verwechslungen mit anderen Einträgen des Namens Bühl zu vermeiden. |

Bühl (in einheimischer Mundart [ˈb̥yə̯ʊ̯]) ist ein Dorf und eine politische Gemeinde im Verwaltungskreis Seeland des Schweizer Kantons Bern.

## Geographie
Das Dorf liegt am Nordwestrand der Seeländer Ebene auf einen schmalen Anhöhe, die der Siedlung auch den Namen Bühl, belegt zuerst in der zweiten Hälfte des 13. Jahrhunderts als Buͤle/Búhel, gegeben hat. Die Nachbargemeinden von Norden beginnend im Uhrzeigersinn sind Hermrigen, Kappelen BE, Walperswil und Epsach.

## Politik
Bei den Nationalratswahlen 2023 betrugen die Wähleranteile in Bühl (in Klammern die Veränderung im Vergleich zu den Wahlen 2019 in Prozentpunkten): SVP 46,81 % (+1,75), Mitte 14,78 % (−1,34), glp 11,10 % (+0,02), SP 9,29 % (+1,24), Grüne 6,68 % (−0,81), FDP 5,84 % (−0,77), EVP 0,93 % (−0,22), EDU 0,61 % (+0,61), SD 0,09 % (+/−0,00).

## Versorgung
Wasser
Bühl ist eine Verbandsgemeinde der Seeländischen Wasserversorgung.